# Humiriaceae
Die Humiriaceae sind eine Familie in der Ordnung der Malpighienartigen (Malpighiales) innerhalb der Bedecktsamigen Pflanzen (Magnoliopsida). Bis auf eine Art kommen alle etwa 50 bis 55 Arten nur in der Neotropis vor. Viele Arten werden durch den Menschen genutzt.

## Beschreibung

### Erscheinungsbild und Blätter
Es handelt sich um immergrüne verholzende Pflanzen mit der Größe von kleinen Sträuchern bis zu großen Bäumen. Das Sekundäre Dickenwachstum geht von einem konventionellen Kambiumring aus. Das Korkkambium ist initial superfizial. Die jungen Zweige sind kantig.
Die wechselständig und spiralig oder zweizeilig an den Zweigen angeordneten Laubblätter sind in einen kurzen Blattstiel und eine Blattspreite gegliedert. Die Blätter können aromatisch duften. Die ledrigen Blattspreiten sind einfach mit Fieder- und Netznervatur. Die Blattränder sind glatt, gekerbt oder gesägt. Die Stomata sind anomocytisch oder paracytisch. Wenn Nebenblätter vorhanden sind dann sind sie nur klein und fallen früh ab.

### Blütenstände und Blüten
Meist sind in seiten- oder selten endständigen rispigen Gesamtblütenständen zymöse Teilblütenstände angeordnet. Die zwittrigen Blüten radiärsymmetrisch oder etwas zygomorph und fünfzählig mit doppelter Blütenhülle (Perianth). Die fünf haltbaren Kelchblätter sind im unteren Bereich zu einer dicken Röhre oder Becher verwachsen; der freie Teil besteht aus fünf oder drei (weil oft zwei unterdrückt sind) Kelchzipfeln. Die fünf dicken Kronblätter sind frei und stehen dachziegelartig oder gedreht zusammen; sie können haltbar oder vergänglich sein. Es sind 10 bis 30 oder bei Vantanea 40 bis 100 Staubblätter vorhanden. Die in ein bis fünf Kreisen stehenden Staubfäden (Filamente) sind auf einem großen Teil ihrer Länge zu einer Röhre oder zu Bündeln verwachsen, aber sie sind nicht mit den Kronblättern verwachsen. Es können alle Staubblätter fertil sein oder ein Teil ist zu Staminodien umgewandelt. Die Pollenkörner besitzen meist drei oder selten Aperturen und sind selten porat oder meist colporat. Es ist ein intrastaminaler Diskus vorhanden.
Meist fünf (vier bis sieben) Fruchtblätter sind zu einem oberständigen, (vier- bis sieben-) meist fünfkammerigen Fruchtknoten verwachsen. Je Fruchtknotenkammer sind ein oder zwei hängende, epitrope oder anatrope, bitegmische, crassinucellate Samenanlagen vorhanden. Der Griffel endet in einer (vier- bis sieben-) meist fünflappigen oder selten einfachen Narbe.
Die meist ein-, selten zwei- bis dreisamige Steinfrucht besitzt ein mehr oder weniger fleischiges Exokarp und ein holziges Endokarp, das oft durch Kanäle skulptiert ist, diese Kanäle können mit harzartigen Substanzen gefüllt sein. Die Samen besitzen reichlich ölhaltiges Endosperm und einen leicht gekrümmten oder geraden Embryo. Die Früchte werden von Nagetieren (Rodentia), Tapiren, Primaten, Vögeln und Fledertieren gefressen, die Verbreitung der Diasporen erfolgt also durch Endochorie.

## Verbreitung
Bis auf eine tropische westafrikanische Art (Sacoglottis gabonensis (Baill.) Urb.) kommen alle anderen Arten nur in der Neotropis vor. Das Zentrum der Artenvielfalt ist das Amazonasbecken. Sie gedeihen hauptsächlich in Tiefland- oder Berg-Regenwäldern.
Verschiedene Gattungen konnten fossil beschrieben werden, aber Herrera et al. 2010 verwarfen alle Fossilbelege außerhalb Südamerikas als nicht zur Familie gehörend.

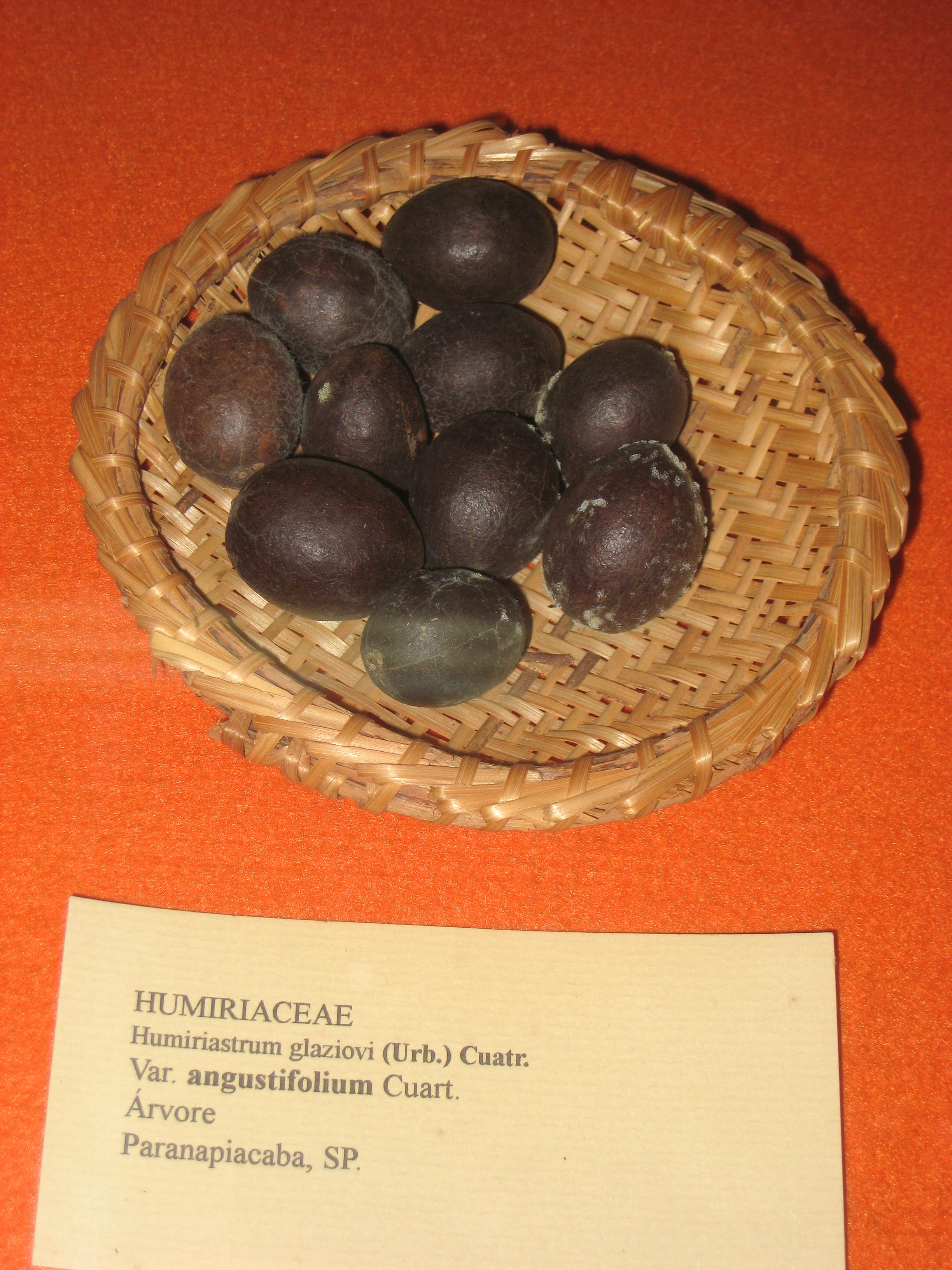
Die Steinfrüchte von Humiriastrum glaziovii

## Systematik
Adrien Henri Laurent de Jussieu fasst 1829 in Augustin François César Prouvençal de Saint-Hilaires Flora Brasiliae meridionales (quarto ed.) 2, S. 87 die damals bekannten Arten der Gattungen Humirium (heute Humiria), Helleria (heute in Vantanea eingeordnet) und Sacoglottis erstmals in der neuen Familie Humiriaceae zusammen. Die Humiriaceae wurden früher als Unterfamilie in die Linaceae gestellt, werden heute aber als eigenständige Familie betrachtet. Ein Synonym für Juss. ist Houmiriaceae Juss.
Die Familie der Humiriaceae enthält acht Gattungen mit etwa 50 bis 55 Arten:
- Duckesia Cuatrec.: Mit der einzigen Art:
  - Duckesia verrucosa (Ducke) Cuatrec.: Die Heimat ist das nördliche Brasilien.
- Endopleura Cuatrec.: Mit der einzigen Art:
  - Endopleura uchi (Huber) Cuatrec.: Die Heimat ist das nördliche Brasilien.
- Humiria Aubl.: Mit etwa vier Arten in Kolumbien, Venezuela, Guayana, Surinam, Französisch-Guayana, Peru, Brasilien.
- Humiriastrum (Urb.) Cuatrec.: Mit etwa zwölf Arten in Costa Rica, Panama, Kolumbien, Venezuela, Guayana, Französisch-Guayana, Ecuador, Peru, Brasilien und Bolivien.
- Hylocarpa Cuatrec.: Mit der einzigen Art:
  - Hylocarpa heterocarpa (Ducke) Cuatrec.: Die Heimat ist das nördliche Brasilien.
- Sacoglottis Mart.: Mit etwa zehn Arten in Costa Rica, Trinidad, St. Vincent, Panama, Kolumbien, Venezuela, Guayana, Surinam, Französisch-Guayana und Brasilien sowie in West- und Zentralafrika.
  - Sacoglottis gabonensis (Baill.) Urb.: Aus West- und Zentralafrika.
- Schistostemon (Urb.) Cuatrec.: Mit etwa sieben Arten in Venezuela, Guayana, Surinam, Französisch-Guayana, Peru und Brasilien.
- Vantanea Aubl.: Mit etwa 16 Arten in Costa Rica, Panama, Kolumbien, Venezuela, Guayana, Französisch-Guayana, Peru, Brasilien und Bolivien.

## Nutzung
Von vielen Arten wird das Holz genutzt. Von einigen Arten wurde die medizinische Wirkung untersucht, als Droge werden die Rinde und/oder die Blätter verwendet. Sie besitzen essbare Früchte. Der balsamartige Pflanzensaft und das Öl der Samen werden genutzt.

### Ergänzende Literatur
- José Cuatrecasas Arumi: A taxonomic revision of the Humiriaceae. In: Contributions from the United States Herbarium, Vol. 35, Smithsonian Institution, Washington, D.C., 1961
- Urania Pflanzenreich, Blütenpflanzen 1 aus Die große farbige Enzyklopädie Urania-Pflanzenreich, Berlin, Urania-Verlag, 2000, ISBN 3-332-01169-3
- Pérez-Consuegra, N., Góngora, D. E., Herrera, F., Jaramillo, C., Montes, C., Cuervo-Gómez, A. M., Hendy, A., Machado, A., Cárdenas, D., Bayona, G. (2018). New records of Humiriaceae fossil fruits from the Oligocene and Early Miocene of the western Azuero Peninsula, Panamá. Boletín de la Sociedad Geológica Mexicana, 223.